# ليوبولد (ميزوري)

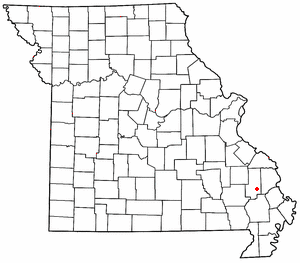
ليوبولد، ميزوري

ليوبولد (بالإنجليزية: Leopold)‏ هي إحدى المجتمعات الفردية (غير مصنفة) وتقع شرق مقاطعة بولنجر في جنوب شرق ولاية ميزوري في الولايات المتحدة.و تقع على بعد أربعة أميال شرق الطريق السريع N نحو سبعة أميال إلى الجنوب الشرقي من ماربل هيل. يتكون المجتمع من حوالي 65 من السكان ولها إحدى من أصغر المدارس الثانوية العامة في ولاية ميسوري. وأغلب سكانها هم من الروم الكاثوليك وذوي الأصول الهولندية والألمانية، والمجتمع هو أحد أثراها في جنوب شرق ولاية ميسوري.
ليوبولد هي جزء من منطقة كيب جيراردو جاكسون العمرانية الإحصائية. والبلدة معروفة جيدا بنزهة ليوبولد السنوية ومدارسها العامة والتي تتفوق في النواحي الأكاديمية والرياضية.